# لویی سیوبوتاریو
لویی سیوبوتاریو (انگلیسی: Liviu Ciobotariu؛ زادهٔ ۲۶ مارس ۱۹۷۱) بازیکن سابق و مربی فوتبال اهل رومانی است.
از باشگاه‌هایی که در آن بازی کرده‌است می‌توان به باشگاه فوتبال دینامو بخارست، باشگاه فوتبال رویال آنتورپ، و باشگاه فوتبال استاندارد لیژ اشاره کرد.
وی همچنین در تیم ملی فوتبال رومانی بازی کرده‌است.